# Their Own Desire
Their Own Desire is een Amerikaanse film uit 1929 onder regie van E. Mason Hopper. De film is gebaseerd op het gelijknamige korte verhaal van Sarita Fuller.

## Verhaal
Lally is de verwende dochter van Hal en Harriet en leidt een zorgeloos en gelukkig bestaan. Hier komt verandering aan als Hal na 23 jaar huwelijk een scheiding aanvraagt om ervandoor te gaan met zijn veel jongere maîtresse Beth. Om haar gedeprimeerde moeder te steunen en verzorgen, neemt ze haar mee naar hun zomerhuisje in Lake Michigan. Hier leert ze de charismatische jongeman Jack kennen. Ze worden verliefd en het duurt niet lang voordat ze met elkaar verloven.
Het leven lijkt voor het eerst sinds de scheiding beter te worden voor moeder en dochter. Hier komt verandering aan als blijkt dat Jack de zoon is van Hals nieuwe verloofde. Ze verbreekt haar verloving met Jack en wil hem niet meer zien. Ze zitten echter met elkaar opgescheept als de boot waar ze zich op bevinden in een storm belandt en ze vermist raken. Hun ouders beginnen een zoektocht en realiseren zich dat ze gelukkiger zijn bij hun eerste echtgenoten.

## Rolbezetting
| Acteur            | Personage             |
| ----------------- | --------------------- |
| Norma Shearer     | Lucia 'Lally' Marlett |
| Belle Bennett     | Harriet Marlett       |
| Lewis Stone       | Henry 'Hal' Marlett   |
| Robert Montgomery | John Douglas Cheever  |
| Helene Millard    | Beth Cheever          |
| Cecil Cunningham  | Tante Caroline Elrick |
| Henry Hebert      | Oom Nate Elrick       |
| Mary Doran        | Suzanne Elrick        |
| June Nash         | Mildred Elrick        |

## Achtergrond
Their Own Desire was de vierde geluidsfilm met Norma Shearer. Ze had zelf een hekel aan de film. Tegenspeler Robert Montgomery vertelde later dat ze zeer vriendelijk en behulpzaam was, maar regelmatig onenigheden had met cameraman William H. Daniels en een hekel had aan regisseur E. Mason Hopper, die volgens de actrice niet wist wat hij aan moest met het nieuwe filmmedium.
De film werd na de uitbrengst dan ook een grote flop. Het blad Photoplay schreef dat de film werd geregisseerd en Shearer een niet voor haar geschikte rol speelde. De Exhibitor’s Herald World noemde het een slechte filmkeuze voor Shearer, wiens vorige geluidsfilms allen een groot succes werden. Het dagblad The New York Times was een van de weinige kranten om positief te spreken over de film. De acteurs kregen alle lof voor hun acteerprestaties. Ondanks het kritiek werd Shearer in 1930 genomineerd voor een Academy Award voor Beste Actrice. Ze won dat jaar wel de Oscar, maar niet voor haar rol in Their Own Desire.